# Abdij van Fontgombault

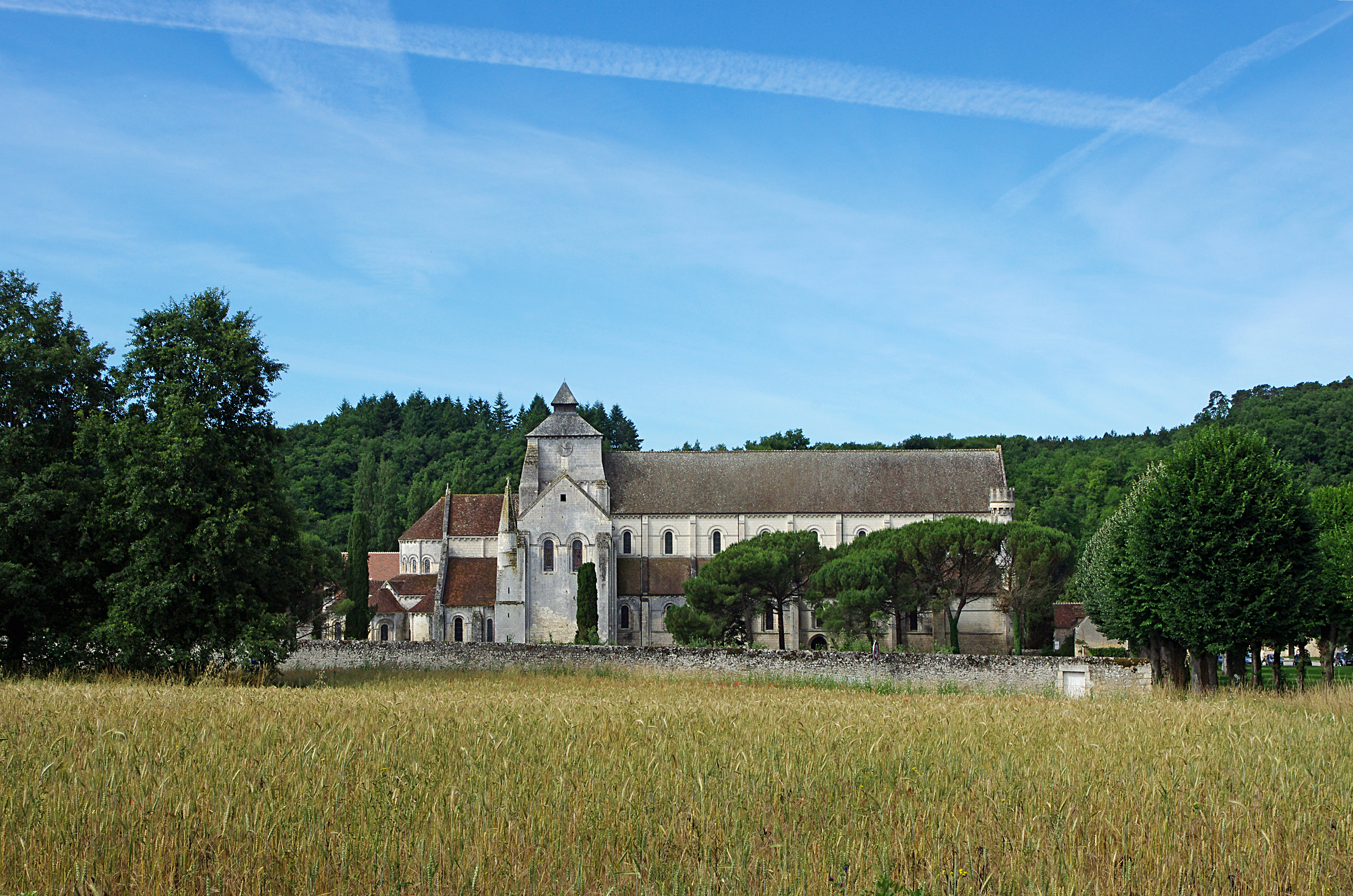
De abdij

De Abdij Notre-Dame de Fontgombault is een benedictijnenabdij op de rechteroever van de Creuse in het departement Indre (aartsbisdom Bourges) in Centre-Val de Loire.

## Geschiedenis
De abdij werd in 1091 door Pierre de l'Étoile gesticht. In 1569 werd ze geplunderd en gehavend door calvinisten, maar ze werd aan het einde van de 17e eeuw weer opgbouwd.
In 1741 waren er nog slechts vijf monniken in de abdij aanwezig en de benedictijnen maakten plaats voor lazaristen.
Tijdens de Franse Revolutie werd de abdij zoals zoveel andere deels afgebroken en als "nationaal goed" verkocht.
In 1849 vestigden zich trappisten in de abdij. Door de antiklerikale wet van 1901 tegen de congregaties werden zij echter gedwongen de abdij te verlaten. De paters emigreerden naar Amerika. De gebouwen werden opgekocht door Louis Bonjean, advocaat aan het Hof van Beroep in Parijs. Hij sneuvelde tijdens de Eerste Wereldoorlog als luitenant op 29 oktober 1914.
Op 18 april 1915 werd in de gebouwen van de voormalige abdij een Belgisch militair hospitaal ingericht. Tot 12 december 1918 zouden er in totaal 6279 Belgische militairen verblijven, onder meer een van de gebroeders Van der Stock. Sommigen van hen overleden er en liggen begraven op het kerkhof van het dorp.

## Huidige gemeenschap
In 1948 kwamen er weer benedictijnen wonen, afkomstig van de abdij van Solesmes. Er wonen anno 2005 ongeveer 60 monniken onder de hoede van Dom Antoine Forgeot. In 2011 nam hij ontslag en werd opgevolgd door dom Jean Pateau, de prior van de abdij. De monniken leven onder andere van de landbouw en het vervaardigen van keramiek.
Vanuit deze bloeiende gemeenschap werden verschillende andere abdijen gesticht:
- Notre-Dame de Randol (Saint-Amant-Tallende in Auvergne) in 1971
- Notre-Dame de Triors (Châtillon-Saint-Jean in Drôme) in 1984
- Notre-Dame de Gaussan (Lézignan-Corbières in Aude) in 1994 en
- Our Lady of the Annunciation of Clear Creek (Hulbert, Oklahoma in de Verenigde Staten) in 1999.

Op 10 oktober 2013 werd ten slotte ook de abdij Saint-Paul de Wisques in het departement Pas-de-Calais overgenomen door monniken van Fontgombault.

## Liturgie
Op liturgisch vlak streeft deze gemeenschap de hernieuwing en herbronning na van de traditionele Latijnse liturgie, zoals Dom Prosper Guéranger van Solesmes al midden negentiende eeuw nastreefde. Na de hervormingen van de liturgie in de nasleep van het Tweede Vaticaans Concilie (1962-1965) verkozen de monniken de traditionele Latijnse liturgie boven de nieuwe Liturgie van Paulus VI. De abdij groeide dan ook uit tot een centrum van regulier traditionalisme.
De broeders van Fontgombault onderscheiden zich aldus, net zoals de broeders van de abdij Sainte-Madeleine du Barroux, van veel andere benedictijnenkloosters, door het gebruik van de Tridentijnse liturgie volgens de rubrieken van 1965. De abdij is ook nauw verbonden met de Sint-Petrusbroederschap.
Van 22 tot 24 juli 2001 werd er onder leiding van Dom Hervé Courau, de abt van de Abdij van Triors, een belangrijk liturgisch congres gehouden waar onder anderen kardinaal Ratzinger en mgr. André-Mutien Léonard aan deelnamen. De bijdragen tijdens het congres werden gebundeld in het boek Looking Again at the Question of the Liturgy With Cardinal Ratzinger: Proceedings of the July 2001 Fontgombault Liturgical Conference (2003, ISBN 0-907077-42-0).

## Referentie
1. ↑  https://web.archive.org/web/20150608131504/http://www.abbaye-saint-paul-wisques.com/arrivee-des-freres-de-l%E2%80%99abbaye-notre-dame-de-fontgombault/